# Charlie Johnson

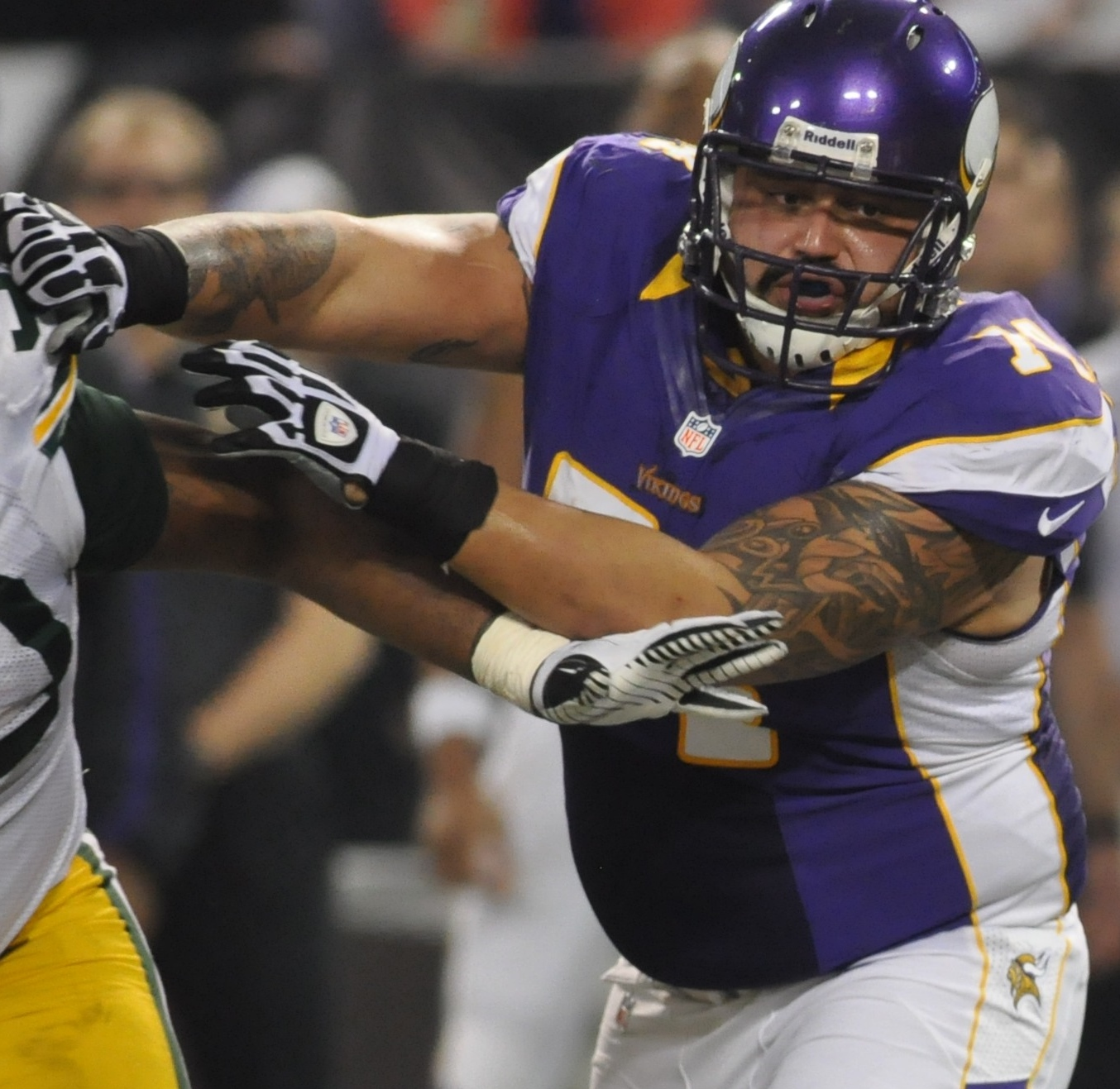
Charlie Johnson em 2012.

Charles Edward Johnson (2 de maio de 1984, Durant, Oklahoma) é um ex jogador de futebol americano que atua na posição de offensive tackle na National Football League. Charlie estudou na Sherman High School em Sherman no estado americano do Texas. Na faculdade jogou futebol americano pela Oklahoma State onde atuou como tight end e offensive tackle.
Charlie foi selecionado na sexta rodada do Draft de 2007 da NFL pelos Indianapolis Colts como pick n° 199. Com o passar do tempo, Charlie Johnson foi ganhando a confiança do staff de Indianapolis e chegou a ocupar a condição de titular quando Ryan Diem se machucou. Em 2008, ele substituiu Tony Ugoh na posição de left tackle. Em 2011, ele assinou com o Minnesota Vikings após ser dispensado por Indianapolis. Se aposentou em 2014.